# Massa (Forlì)
Massa è una piccola frazione di Forlì. A vocazione prettamente agricola, sorge fra le prime alture dell'Appennino forlivese a 8 km dalla città, a nord-est di Sadurano, frazione già nel comune di Castrocaro.
Massa, o Monte di Massa come viene più anticamente ricordato,  è un toponimo comune nelle località circostanti (si riscontra Massa di Sadurano, Massa di San Lorenzo in Nocerto e Massa di Averno) e deriverebbe dalla corruzione del termine latino dimonere mansione, sostanzialmente luogo di sosta di pausa.
La quota massima della frazione raggiungeva i 230 m slm fino al 1975 quando si decise il capitozzamento dell'altura per l'estrazione di materiale per l'edilizia. La chiesa attuale, punto più alto della frazione, sorge a 216 m slm.

## Storia
Della frazione si ha notizia a partire dal 1177 quando Federico I la concesse in possesso al vescovo di Forlì. Viene riportata la presenza di un castello presente fin dal 1124, il Castrum Massa, soggetto a Lamberto di Castrocaro e di seguito passato al figlio Bonifacio. Nel 1188, come attestato in una pergamena data 30 luglio dello stesso anno, veniva donato alla Chiesa ravennate ma sottratta a questa da Federico II che nel 1220 la dona al vescovo di Forlì.
Del castello se ne possedevano tracce fino a pochi decenni fa, rintracciabili nella casa colonica di Monte di Massa. I continui lavori agricoli hanno però lentamente disperso le tracce del fortilizio. Infine nel 1975 si dà avvio allo scavo dell'intera struttura collinare per ottenerne materiale edilizio per alimentare la fornace di Vecchiazzano. Lo spianamento del monte ha così eliminato per sempre la traccia di qualsiasi castello.
La Descriptio Romandiolae di Anglico de Grimoard del 1371 contava a Massa 23 focolari, quantificabili in circa 100 persone.